# Nahla Hussain al-Shaly
Nahla Hussain al-Shaly (àrab: نهلة حسين الشالي, Nahla Ḥussayn ax-Xālī) (?, 1971 o 1972 – Sulaymaniyya, 18 de desembre de 2008) fou una activista dels drets de la dona al Kurdistan iraquià. Ostentava el càrrec de líder de la Lliga de les Dones del Kurdistan, ala feminista del Partit Comunista del Kurdistan. El 18 de desembre de 2008 va ser assassinada a trets i decapitada per uns pistolers que van entrar a casa seva quan estava sola. Hussain estava casada i tenia dos fills.
L'assassinat de Nahla Hussein al-Shaly pretenia intimidar les activistes i impedir l'organització política de les dones kurdes i iraquianes que defensen la igualtat de drets.